# Carpio (Dakota del Norte)
Carpio es una ciudad ubicada en el condado de Ward en el estado estadounidense de Dakota del Norte. En el censo de 2010 tenía una población de 157 habitantes y una densidad poblacional de 102,92 personas por km².

## Geografía
Carpio se encuentra ubicada en las coordenadas 48°26′35″N 101°42′55″O / 48.44306, -101.71528. Según la Oficina del Censo de los Estados Unidos, Carpio tiene una superficie total de 1.53 km², de la cual 1.53 km² corresponden a tierra firme y (0%) 0 km² es agua.

## Demografía
Según el censo de 2010, había 157 personas residiendo en Carpio. La densidad de población era de 102,92 hab./km². De los 157 habitantes, Carpio estaba compuesto por el 99.36% blancos, el 0% eran afroamericanos, el 0.64% eran amerindios, el 0% eran asiáticos, el 0% eran isleños del Pacífico, el 0% eran de otras razas y el 0% pertenecían a dos o más razas. Del total de la población el 0% eran hispanos o latinos de cualquier raza.